# Ignacio de Veintemilla
Mario Ignacio Francisco Tomás Antonio de Veintemilla y Villacís (Quito, 31 luglio 1828 – Quito, 19 luglio 1908) è stato un politico ecuadoriano.
Nel 1876 depose con un colpo di Stato il presidente Antonio Borrero e si nominò dittatore ma nel anno 1878 fu eletto Presidente Costituzionale dell'Ecuador rimanendo tale fino al 1883. Destituito dal triunvirato presieduto dal Generale Salazar in 1883, venne esiliato in Perù. Fratello maggiore della Serva di Dio Madre Rafaela della Passione Veintemilla (Quito 1836 - Lima 1918), fondatrice della Congregazione Peruviana Agostiniane "Figlie del Santissimo Salvatore". La causa di canonizzazione della Serva di Dio si trova in corso presso la Congregazione delle Cause dei Santi in Roma.